# 전임의
전임의(영어: fellow)는 의학 훈련 단계에서, 전공의(레지던트) 수련과정을 마치고 관련 전문의 자격증을 취득한 의사다. 세부 자격과 취득 과정에 있어서는 나라마다 행정적 차이가 있다.
의료계를 일종의 학계로 볼 때 그 학계의 석학회원에 해당하며, 보직은 주로 임상강사를 맡는다.

## 같이 보기
- 인턴 (의학)
- 전공의
- 의학 석사 (Master of Medicine)